# Impromptu
Impromptu [æprå'ty] (fr., af lat.: in prómptu, i beredskab), egenlig det samme som improvisation, et øjeblikkeligt indfald, benyttes bl.a. som betegnelse for en art musikstykker, der gør indtryk af at være let henkastede øjebliksfostre og derfor ikke gør fordring på særlig streng udarbejdelse eller sluttet form; altså omtrent det samme som fantasistykker. Betegnelsen impromptu finder særlig anvendelse på klaverstykker af blandt andre Chopin og Schubert.